# Basili (heretge)
Basili va ser un metge i heretge búlgar del segle xii dirigent de la secta del bogomilites (de l'eslau Bog, Déu, i milotti, tingueu pietat de nosaltres).
Va predicar les seves creences iniciades el 1110, que deien que Déu ja havia tingut un fill abans de Jesús, anomenat Satanel, que per rebel havia estat expulsat del paradís, i que fou aquest Satanel el que va donar les Taules de la Llei a Moisès; que Jesús havia vingut al món per combatre el rebel Satanel, que seria anomenat en endavant Satanas; com que d'oració només era admesa el parenostre, no s'admetia l'eucaristia ni la resurrecció, protestava del baptisme i de la vida monàstica i prohibia menjar carn i ous.
L'emperador Aleix I Comnè el va cridar per escoltar les seves doctrines, i Basili hi va anar. Una vegada a palau es va prendre secretament nota de les seves paraules, i després va ser detingut i portat davant un concili presidit pel patriarca Nicolau III Gramàtic, on va sostenir les seves idees. Va ser condemnat a mort i el van deixar elegir entre morir a la creu o a la foguera; va triar la mort a la foguera i va morir cremat l'any 1118. Els bogomilites van ser condemnats per heretges al Concili de Constantinoble el 1143.